# Ouilly-le-Vicomte

Ouilly-le-Vicomte este o comună în departamentul Calvados, Franța. În 1 ianuarie 2022 avea o populație de 759 de locuitori.